# Najwyższa Rada Wojskowa

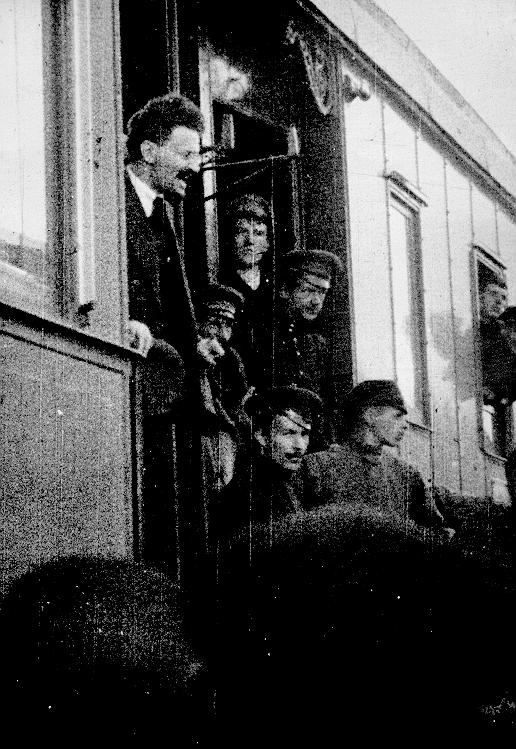
Lew Trocki, 1917.

Najwyższa Rada Wojenna (ros. Высший военный совет) – została utworzona w 1918 już po zawarciu pokoju brzeskiego. Przewodniczył jej kolejny Ludowy Komisarz Spraw Wojskowych Lew Trocki.
Jej zadaniem było ogólne kierownictwo nad Armią Czerwoną i organizacja obrony przez kierowanie działaniami wojennymi.
2 września 1918 NRW przybrała nazwę: Rewolucyjna Rada Wojskowa Republiki (RRWR) - Революцио́нный Вое́нный Сове́т Республики, Реввоенсовет Республики.  